# Облога Каннанура (1507)
Облога Каннанура — чотиримісячна облога португальського форту Сент-Анджело військами раджі Колаттірі за підтримки заморину Калікуту, що відбувалась у Каннанурі, на території сучасного індійського штату Керала, з квітня по серпень 1507 року. Облозі Каннануру передувала морська битва при Каннанурі, в якій флот заморіна Калікута був розбитий португальським флотом.

## Передумови
На початку 1501 року, незабаром після спалаху ворожості між Другою португальською Індійською Армадою на чолі з Педру Алварішем Кабралом і заморином Калікуту, що закінчилась знищенням португальської факторії в Калікуті, раджа Каннануру запропонував португальцям як альтернативу закуповувати спеції на ринках його міста. Були підписані відповідні угоди і в 1502 році заснована королівська факторія, захищена невеликим частоколом. Наприкінці 1505 р. Франсішку де Алмейда, перший португальський віцекороль Індії, добився дозволу звести в Каннанурі кам'яний форт Сент-Анджело. Гарнізон фортеці складався з 150 чоловік і був підпорядкований Луренсо де Бріто.
Старий раджа Каннануру, який був активним прихильником союзу з португальцями, помер в 1506 році. Оскільки правонаступництво було спірним, заморін Калікуту, як формальний сюзерен узбережжя Керали, призначив арбітра для обрання раджі з наявних кандидатів. Отже, новий раджа Колаттірі був зобов'язаний заморину і менш схильний до португальців.
Воєнні дії великою мірою були спровоковані португальцями, які потопили індійський корабель і перебили його екіпаж, зашивши індусів у вітрила і кинувши в море, на тій підставі, що на кораблі не було картазу — ліцензії на торгівлю, які португальці нав'язували всім кораблям, що здійснювали торгові перевезення в цьому регіоні. Такі ліцензії видавались за підписом португальського керівника факторії в Кочіні або Каннанурі. Ця подія надзвичайно обурила місцеве населення Колаттунаду, яке вимагало від раджі Колаттірі покарати португальців.

## Облога
Облога розпочалась 27 квітня 1507 р. і тривала чотири місяці. В розпорядженні раджі Колаттірі було 40 000 воїнів-наїрів. Заморін Калікуту передав правителю Каннануру 21 артилерійську гармату та додаткові 20 000 допоміжних військ.
Вогнева міць гарнізону під керівництвом Луренсо де Бріто дозволила йому відбити масові атаки супротивника, в яких брали участь тисячі індусів. Невдовзі облога перейшла в пасивну стадію, коли траншеї індусів були захищені від вогню португальських гармат валами з тюків з бавовною, а португальців змусили голодувати. У звіті про облогу від Фернана Лопеша Кастанеди вказується, що португальців врятувала хвиля, що 15 серпня винесла на берег велику кількість омарів. Великий штурм, що здійснили індуси під час фестивалю Онам, мало не здолав захисників, але врешті-решт усе ж таки був відбитий. Однак значна частина гарнізону дістала під час штурму поранення.
Португальський гарнізон перебував на межі, коли 27 серпня до Каннануру підійшла флотилія з 11 кораблів 8-ї португальської Індійської армади на чолі з Тріштаном да Кунья, що йшла з Сокотри. Флот висадив десант з 300 португальських солдатів, що змусило індійців зняти облогу та відійти від фортеці.
Між португальцями і раджею Каллатірі відбулися мирні переговори, що підтвердили постійну присутність португальців у Каннанурі та відновлення їхнього доступу на місцеві ринки спецій. Незабаром за цими подіями португальський флот зазнав поразки в битві при Чаулі у квітні 1508 року і була переможна для португальців морська битва при Діу в лютому 1509 року.